# Roberto Cavalo
Roberto Fernando Schneiger, mais conhecido como Roberto Cavalo, (Carazinho, 13 de abril de 1963) é um treinador e ex-futebolista brasileiro, que atuava como volante. Atualmente é treinador do Itabaiana.

## Jogador
Roberto Cavalo era volante. Jogou por Atlético Paranaense, Criciúma, Vitória e Botafogo, clube onde foi vice-campeão da Recopa Sul-Americana de 1994.
Como jogador, Roberto Cavalo atuou também por América-SP e Bahia. Ele brilhou no Vitória, equipe na qual foi vice-campeão brasileiro de 1993 (perdeu para o Palmeiras na final). Também conquistou o título de Campeão da Copa do Brasil de 1991 pelo Criciúma, tornando-se até hoje ídolo daquela torcida.

## Treinador
Roberto Cavalo decidiu por ser treinador em 1997. Trabalhou no Avaí, onde foi campeão da Série C e campeão catarinense. Já em 2004, fez brilhante campanha na Campeonato Brasileiro da Série B, tendo sido um dos quatro finalistas (terminou num honroso terceiro lugar).
Em 2007, assumiu o Gama, levando-o às oitavas-de-final da Copa do Brasil. Em meio a uma crise, deixa o Gama em setembro do mesmo ano para assumir o Criciúma, sendo no começo de 2008 técnico do América de Natal. No dia 25 de maio, retornou ao Gama, permanecendo por dois meses no clube, pedindo demissão ao não chegar a um acordo com a diretoria para um aumento salarial. Ainda em 2008, assumiu o Bahia, em substituição ao técnico Arturzinho que foi demitido anteriormente. e estava dirigindo o Confiança.
No dia 11 de setembro de 2009, foi anunciado como novo comandante do Paraná.. No dia 18 de dezembro de 2009, foi anunciado como novo técnico do Mixto para a temporada seguinte.Treinou o Vila Nova, disputando a Série B. Novamente, Cavalo voltou ao Paraná, substituindo Marcelo Oliveira. Em 2011, treina o Vila Nova e faz péssima campanha derrubando o time para o Série C e, consequentemente, é demitido. Em 2012, assumiu o Oeste.. Ainda nesse, ano treinou o Grêmio Barueri e, em fevereiro de 2013, acertou seu retorno ao Oeste. No mesmo ano de 2013, Roberto Cavalo deixa o comando do Oeste. Em 2014, foi anunciado como novo treinador do Atlético Sorocaba, não durando muito no cargo e sendo demitido no mesmo ano. No mesmo ano de 2014, acertou sua terceira passagem ao Oeste para disputar o restante do Brasileirão da Série B de 2014 e ficando em 2015 até outubro, Roberto deixa o Oeste em 14º lugar no Brasileirão da Série B.
Em 10 de outubro de 2015, o Criciúma anunciava Roberto Cavalo como seu novo comandante para o restante do Brasileirão da Série B, onde o Tigre encontrava-se em 15º lugar. Roberto rescindiu com o Oeste e acertou com o Criciúma. Em novembro de 2016, foi confirmada sua saída do clube.
No dia 11 de fevereiro de 2017, o Oeste confirmou a volta do treinador para a sequência do Campeonato Paulista - Série A2, após a demissão de Vílson Taddei.
Conseguiu tirar o Oeste das últimas colocações do Campeonato Paulista - Série A2 e salvar o time do descenso.
No Campeonato Brasileiro da Série B, conseguiu excelentes resultados e lutou até a última rodada para subir o time para o Campeonato Brasileiro da Série A 2018, terminando na 6ª colocação.
Em dezembro de 2022 foi contratado pelo Taubaté, para comandar o clube em 2023.

## Estatísticas
Atualizado até 29 de setembro de 2018.
| Clube | Jogos | Vitórias | Empates | Derrotas | Aproveitamento |
| ----- | ----- | -------- | ------- | -------- | -------------- |
| Total | 657   | 243      | 171     | 243      | 45.66%         |